# راستقان
راستقان روستایی از توابع بخش جرگلان شهرستان بجنورد در استان خراسان شمالی ایران است. تاتی زبان رایج در روستای راستقان است.در سال 1402 به عنوان روستای برتر اسلامی در جشنواره مالک اشتر برگزیده شد و زیبایی های این روستا آن را به روستایی با هدف گردشگری تبدیل نموده است.

## جمعیت
این روستا در بخش غلامان قرار دارد و براساس سرشماری مرکز آمار ایران در سال ۱۳۸۵، جمعیت آن ۱٬۰۷۳ نفر (۲۵۳خانوار) بوده‌است.